# Microfiltració

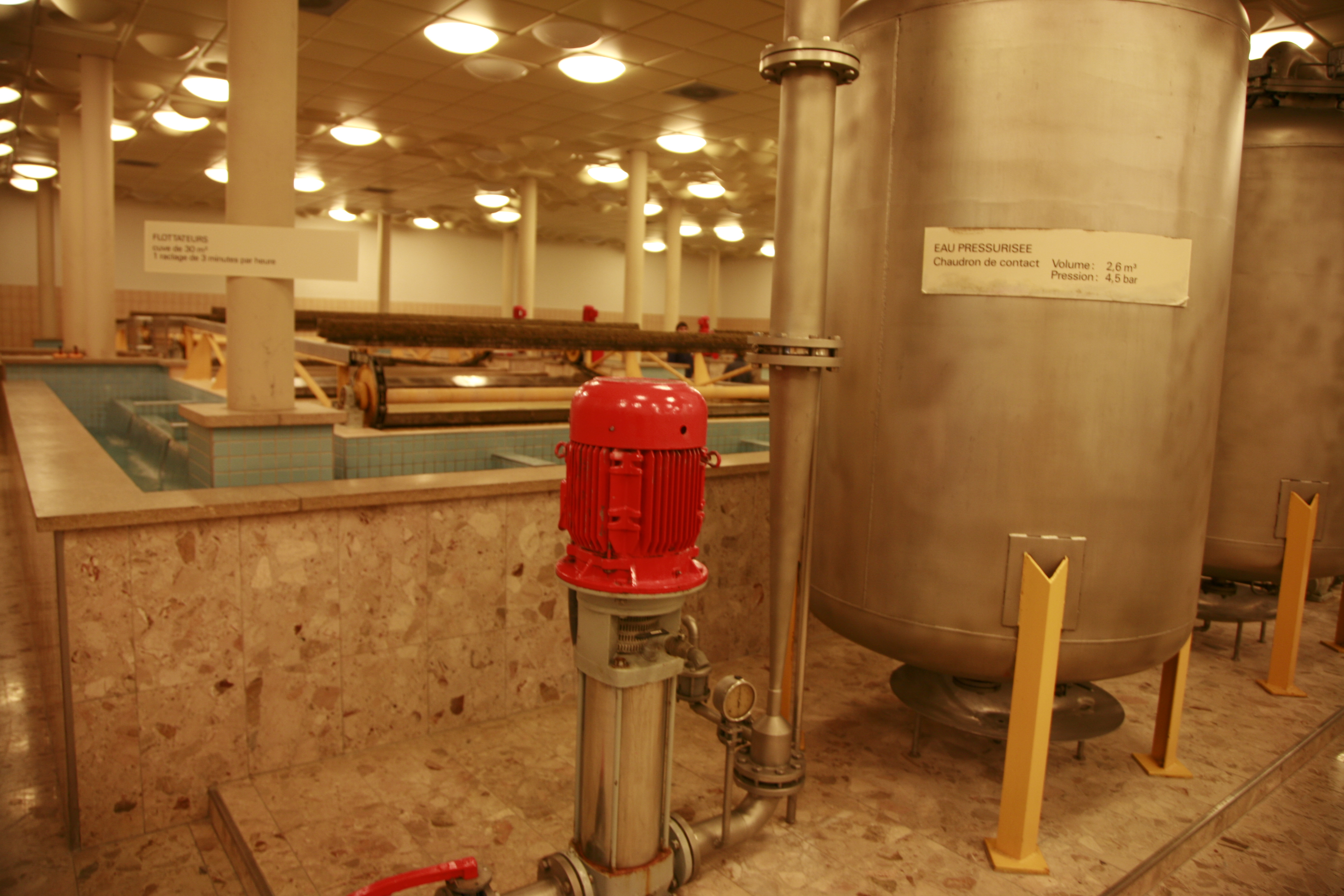
Sistemes de depuració d'aigua en el llac Bret (Suïssa)

El procés de separació conegut com a microfiltració utilitza membranes amb porus de grandària específica per a extreure partícules i microorganismes d'un fluid. Aquest procés funciona a través de l'exclusió per grandària: les partícules i microorganismes més grans que els porus de la membrana es mantenen retinguts, mentre que les molècules i el líquid més petits passen a través de la membrana. Les membranes de microfiltració generalment tenen porus de 0.1 a 10 micròmetres, la qual cosa permet la separació eficient de sòlids en suspensió, bacteris i alguns virus.
Per a realitzar la microfiltració, s'aplica una pressió moderada sobre el fluid, fent que aquesta passi a través de la membrana. A diferència d'altres processos de filtració per membrana, opera a baixes pressions, típicament entre 1 i 3 bar, fet que redueix el consum energètic i els costos operatius. Les membranes poden estar disposades en configuracions variades, com a plaques planes, tubulars, espirals o capil·lars, adaptant-se a diferents necessitats i dissenys de sistemes.

## Què és una membrana?
Una membrana és una barrera semipermeable que permet la separació de substàncies segons la seva grandària, forma o càrrega elèctrica. Es tracta d'una estructura fina feta bàsicament de polímers, ceràmica, fibres i substrats porosos metàl·lics. Les membranes tenen diferents grandàries de porus, la qual cosa determina quines partícules poden passar a través d'elles.

## Aplicacions de la microfiltració
La microfiltració té aplicacions en diverses indústries:
- Tractament d'Aigua i Aigües Residuals: Remou sòlids en suspensió, bacteris i alguns virus, millorant la qualitat de l'aigua per a consum humà i industrial.
- Indústria Alimentària i de Begudes: Elimina contaminants microbians, assegurant la seguretat i prolongant la vida útil de productes com a llet, vi i cervesa sense afectar les seves propietats.
- Biotecnologia i Farmacèutica: S'utilitza per a la clarificació i esterilització de solucions biològiques i productes sensibles a la calor.
- Processos Industrials: Ajuda en la recuperació i reutilització de productes, tractament d'emulsions i clarificació de fluids de procés.